# Lucie Jones
Lucie Jones (ur. 20 marca 1991 w Pentyrch) – brytyjska piosenkarka.

## Życiorys
Urodziła się w Pentrych, małej wiosce w hrabstwie Cardiff w Walii. W 2007 służyła w Jamboree jako skaut i była główną wykonawczynią utworu „Jambo”, czyli oficjalnej piosenki 21. zlotu skautów Jamboree.
15 października 2015 wydała minialbum pt. Believe. W 2017 wygrała konkurs Eurovision: You Decide, dzięki czemu została reprezentantką Wielkiej Brytanii w 62. Konkursie Piosenki Eurowizji w Kijowie. Jej piosenka „Never Give Up on You” została napisana m.in. przez Emmelie de Forest, zwyciężczynię konkursu w 2013 roku. 13 maja zajęła 15. miejsce w finale Eurowizji. W lutym 2018 roku wystąpiła w internetowym koncercie Eurovision: You Decide 2018.

## Dyskografia

### EP
| Rok  | Dane dot. albumu                                                                                   |
| ---- | -------------------------------------------------------------------------------------------------- |
| 2015 | Believe - Wydany: 15 października 2015 - Wytwórnia: Jones Entertainment - Format: digital download |

### Single
| Rok                                                      | Tytuł                                          | Najwyższa pozycja na liście | Album                                     |
| Rok                                                      | Tytuł                                          | GBR                         | Album                                     |
| -------------------------------------------------------- | ---------------------------------------------- | --------------------------- | ----------------------------------------- |
| 2013                                                     | „You’ll Never Walk Alone” (z Rhysem Meirionem) | –                           | Cerddwn ymlaen                            |
| 2015                                                     | „Confidence Is Conscienceless”                 | –                           | Confidence Is Conscienceless              |
| 2015                                                     | „The Ballad of Midsomer County”                | –                           | Morderstwa w Midsomer (ścieżka dźwiękowa) |
| 2017                                                     | „Never Give Up on You”                         | 73                          | –                                         |
| „–” oznacza, że singel nie był notowany na danej liście. |                                                |                             |                                           |